# Ancistrini
Ancistrini é uma tribo de bagres da família Loricariidae. A maioria está restrita à América do Sul tropical e subtropical, mas também existem vários gêneros ( Ancistrus, Chaetostoma, Hemiancistrus e Lasiancistrus ) no sul da América Central.

## Taxonomia
Ancistrini foi anteriormente considerada uma subfamília loricariidae. No entanto, a subfamília Hypostominae seria parafilética se Ancistrinae continuasse a ser reconhecida. Para continuar reconhecendo a monofilia deste grupo ao devolvê-lo a Hypostominae, Hypostominae foi dividido em várias tribos. Pterygoplichthyini é irmã da tribo Ancistrini, que compartilha a presença derivada de uma mancha evertível de placas na bochecha .

## Descrição
A maioria das espécies Ancistrini (excepto para algum Pseudancistrus e Spectracanthicus ) pode ser separado de todos os outros excepto o loricarídeos Pterygoplichthyini pela presença de placas laterais eversíveis com hipertrofiados odontódeos.